# William Blake
William Blake (28 tháng 11 năm 1757 – 12 tháng 8 năm 1827) – là nhà thơ, họa sĩ Anh, một trong những nhà thơ lớn của thế kỷ XVIII. Thơ ca của William Blake là một hiện tượng, chuyển từ thơ ca thế kỉ Ánh sáng sang thơ ca lãng mạn của John Keats, Percy Bysshe Shelley. Năm 1957 Hội đồng Hòa bình Thế giới kỷ niệm 200 năm ngày sinh của ông. Năm 2002 đài BBC bầu chọn 100 người Anh vĩ đại nhất mọi thời đại, William Blake được bầu ở vị trí 38.

## Tiểu sử

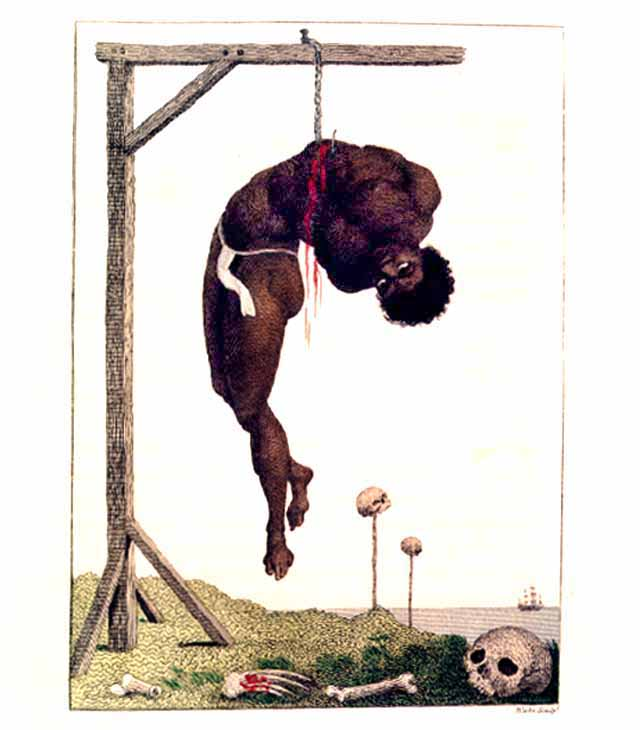
Một bức tranh của William Blake

William Blake sinh ở Broad Street, Golden Square, London, là con trai của một nhà buôn hàng vải. Lên 10 tuổi bắt đầu học vẽ, năm 1778 vào học Royal Academy ở Old Somerset House. Năm 1780 công bố bức tranh đầu tiên. Năm 1783 bạn bè bỏ tiền in cho cuốn Poetical Sketches (Những phác họa thơ ca), năm 1784 cưới Catherine Boucher và mở cửa hàng bán tranh. Đến năm 30 tuổi William Bake chỉ được một số ít người biết đến nhưng bắt đầu nổi tiếng sau khi minh hoạ cho cuốn Night Thoughts (Những suy ngẫm về đêm). 
Năm 1818 Blake làm quen và kết bạn với họa sĩ trẻ John Linnell, người gợi ý và tài trợ cho Blake vẽ minh hoạ cuốn Job của Kinh Thánh. Sau đó, cũng với sự giúp đỡ của John Linnell, Blake vẽ những bức tranh minh hoạ cho phần Inferno (Địa ngục) của Dante.
Về thơ ca, William Blake cũng là một trong những nhà thơ hàng đầu. Thơ của Blake bao gồm thơ trữ tình và thơ triết học. Năm 1789 ông in cuốn Songs of Innocence (Những khúc hát ngây thơ), gồm những bài thơ và hình minh hoạ. Năm 1794 Songs of Innocence in cùng Songs of Experience (Những khúc ca từng trải). Blake đón chào Cách mạng Pháp bằng trường ca The French Revolution, 1791.
Từ sau năm 1790, Blake xuất bản một loạt sách minh hoạ, gồm The Marriage of Heaven and Hell (Đám cưới của Thiên đường và Địa ngục); Proverbs of Hell (Cách ngôn của Địa ngục); The First Book of Urizen (Cuốn sách đầu của Urizen); America, a Prophecy (Nước Mỹ và tiên tri); The Book of Ahania (Sách Ahania); The Song of Los (Bài ca của Los); The Book of Los (Sách của Los); Europe (Châu Âu); Vala, a Dream of Nine Nights (Vala, giấc mộng của chín đêm) Jerusalem (Jerusalem); The Everlasting Gospel (Sách Phúc âm muôn thuở); Milton: a Poems (Milton: Thơ)…
William Blake mất năm 1827 tại London. 